# Växjö Lakers Ladies HC
Växjö Lakers Ladies HC var Växjö Lakers HC damlag åren 2004-2011. Laget spelade i Riksserien 2008, men annars i Division 1. Inför säsongen 2026/2027 planerar man att återigen ha ett A-lag på isen. Sedan säsongen 2023/2024 har föreningen ett lag i Damjuniorserien.